# Martina von Schwerin
Martina von Schwerin, född Törngren 3 januari 1789 i Göteborg, död 18 november 1875 i samma stad, var en svensk friherrinna, brevskrivare, salongsvärd och kulturpersonlighet. Hon är känd för sin brevväxling med A. S. de Cabre, Carl Gustaf von Brinkman och Esaias Tegnér och har kallats "Tegnérs biktmoder". Martina von Schwerin var vida berömd i det samtida Sverige för sin intelligens och kallades "den svenska madame de Staël". 

## Biografi
Martina von Schwerin var dotter till direktören vid Ostindiska kompaniet, Martin Törngren, och Eva Lovisa Svartlock. Hon fick en hög bildning i främst franska och engelska men även tyska, och visade ett stort intresse för litteratur. Hon blev vid 16 års ålder gift i ett arrangerat äktenskap med hovstallmästaren friherre Verner Gottlob von Schwerin. Äktenskapet var olyckligt och hon beskrivs som tålmodigt lidande. 
Hon brevväxlade med Frankrikes chargé d’affaires abbé A. S. de Cabre om litterära, politiska och religiösa frågor, och med Carl Gustaf von Brinkman. Hon föredrog den rosseaunska kulturiktningen, även om hon påverkades mycket av Svenska akademiens sekreterare Nils von Rosensteins upplysningsidéer. Hon stödde romantiken, men den mer klassiskt upplysningspräglade, som företräddes av Goethe och Tegnér.     
Martina von Schwerin lärde sommaren 1816 på Ramlösa känna Esaias Tegnér, och deras brevväxling är berömd. Förbindelsen var en djup vänskap, men Tegnér ska en tid ha varit förälskad i henne. Till slut tycks hans känslor ha tagit sig så passionerade uttryck att Martina kände sig sårad, och på hösten 1824 blev det brytning. När de ett år därefter sammanträffade igen återfann de dock snabbt varandra. Nu blev Martina von Schwerin Tegnérs "biktmor" i hans hjärteangelägenheter, och deras korrespondens fortsattes igen.
Hon umgicks i litterära kretsar och träffade 1813 Germaine de Staël i Göteborg. Efter makens död 1840 drog hon sig tillbaka från sällskapslivet och bodde mestadels utanför Göteborg. Hon gjorde också en del resor.   
Hennes brev till Tegnér publicerades i "Ur Esaias Tegnérs papper" (1882), andra i "Martina von Schwerin, snillenas förtrogna" (1912). 
Martina von Schwerin ska inte förväxlas med sin dotter med samma namn, tecknaren och författaren Martina von Schwerin, av Tegnér kallad "den latinska fröken".